# Yahyā ibn Chālid

Yahyā ibn Chālid schenkt einem Mann, der ihm ein Gedicht vorgetragen hat, 16.000 Dinar für seine Hochzeit. Illustriertes Manuskript des persischen Geschichtswerks Tārīḫ-i alfī, das 1594 am Mogulhof erstellt wurde.

Yahyā ibn Chālid al-Barmakī (arabisch يحيى بن خالد البرمكي, DMG Yaḥyā ibn Ḫālid al-Barmakī gest. am 29. November 805 bei ar-Raqqa) war das prominenteste Mitglied der Barmakiden-Familie. Er wirkte zunächst als Erzieher und Lehrer des abbasidischen Kalifen Hārūn ar-Raschīd und diente ihm von seinem Herrschaftsantritt im Jahre 786 bis zum Jahr 803 als Wesir mit zeitweise nahezu unbeschränkten Vollmachten. Der noch junge Kalif hatte so großen Respekt vor ihm, dass er ihn stets als „Vater“ ansprach. Auch Yahyās Söhne al-Fadl und Dschaʿfar nahmen im Reich hohe politische Ämter wahr. Im Jahre 803 fiel jedoch die ganze Barmakiden-Familie plötzlich in Ungnade, und Yahyā wurde bis zu seinem Tod inhaftiert.
Jenseits des politischen Geschehens war Yahyā ibn Chālid ein bedeutender Förderer von Medizin, Astronomie, Literatur und Musik. Außerdem versammelte er um sich einen Kreis von Gelehrten unterschiedlicher religiöser Richtungen, die in seinem Haus Kalām-Diskussionen abhielten. Einige Gelehrten betrachteten ihn auch als den eigentlichen Initiator der gräko-arabischen Übersetzungsbewegung. Darüber hinaus werden viele Aphorismen von ihm überliefert. Des Weiteren war Yahyā ibn Chālid sehr bekannt für seine Freigebigkeit. Der Kalif al-Ma'mūn soll ihn und seine Söhne wegen ihrer Fähigkeit, Eloquenz, Großzügig- und Tapferkeit sehr gepriesen haben. Lucien Bouvat meinte, dass mit der Machtübernahme Yahyās die brillanteste Periode des arabischen Kalifats begonnen habe. Mit ihm und seinen Söhnen habe die arabische Zivilisation ihren Höhepunkt erreicht und der Kalifenhof den größten Glanz besessen.

## Familiärer Hintergrund
Yahyās Großvater Barmak war der Vorsteher des buddhistischen Klosters Naubahār in Balch gewesen. Sein Sohn Chālid gelangte während der abbasidischen Revolution zu einer Führungsposition. Als Abū Muslim al-Chorāsānī seinen Feldherrn Qahtaba ibn Schabīb at-Tā'ī nach Westen schickte, um gegen Yazīd ibn ʿUmar Ibn Hubaira al-Fazārī, den irakischen Statthalter von Marwān ibn Muhammad, zu kämpfen, befand sich Chālid in seiner Begleitung. Zwischen 749 und 753 war er in der neuen abbasidischen Regierung für die finanzielle Verwaltung der Grundsteuer und der Armee verantwortlich und hatte damit einen der mächtigsten Posten im Reich. Die Barmakiden hatten zu Yahyās Zeit noch große Ländereien in Tocharistan. Yahyā selbst besaß ein vermögendes Dorf namens Rāwan östlich von Balch.

## Politische Laufbahn

### Als Prinzenerzieher unter al-Mansūr
Yahyā begann seine politische Karriere als Assistent seines Vaters, als dieser für sieben Jahre Statthalter von Tabaristan und Raiy war. Während sich Chālid in Tabaristān aufhielt, setzte er seinen Sohn Yahyā als Stellvertreter in Raiy ein. Als al-Mansūr seinen Sohn al-Mahdī als Statthalter nach Raiy schickte, stellte sich Yahyā in seinen Dienst und leistete ihm Gesellschaft. Im Jahre 766 gebar al-Mahdīs Frau al-Chaizurān ihren Sohn, den späteren Kalifen Harūn ar-Raschīd. Yahyās Sohn al-Fadl war nur ein Jahr älter. Al-Chaizurān gab al-Fadl die Brust, und Hārūn wurde von Yahyās Frau Zubaida bint al-Munīr gestillt. Auf diese Weise entstand zwischen beiden Familien eine Milchverwandtschaft. Yahyā wurde auch zum wichtigsten Erzieher von Hārūn.
Als im Jahre 774 der Kalif al-Mansūr von Chālid eine Summe von drei Millionen Dirham forderte und ihm mit dem Tode drohte, wenn er sie nicht innerhalb von drei Tagen aufbrächte, war es Yahyā, der seinem Vater das Leben rettete, indem er das Geld bei einem Händler namens ʿUmāra ibn Hamza lieh.

### Als Hārūns Bevollmächtigter unter al-Mahdī
Nachdem al-Mahdī 775 den Thron bestiegen hatte, nahm Yahyā 779/80 er an einer Militärexpedition gegen das Byzantinische Reich teil, mit der der Kalif seinen Vater Chālid beauftragt hatte und an der auch Hārūn ar-Raschīd, der damals als Thronfolger eingesetzt war, teilnahm. Yahyā war bei dieser Expedition für die Ausgaben und die Verwaltung des Heeres zuständig, wobei Hārūn ihm unbeschränkte Vollmacht gab. Yahyās Vater Chālid starb auf dieser Expedition, doch konnte Yahyā seine politische Position festigen. Sie war auf die enge Beziehung zu Hārūn gestützt, den al-Mahdī als zweiten Thronfolger nach seinem Sohn Mūsā eingesetzt hatte.
Im selben Jahr ernannte al-Mahdī seinen Sohn Hārūn zum nominellen Statthalter über die westliche Hälfte des Reiches von al-Anbār bis nach Ifrīqiya und beauftragte Yahyā, die Regierung über diese Gebiete zu übernehmen. So hatte er bis zum Tod al-Mahdīs die Kontrolle über alle diese Provinzen mit ihren Kanzleien inne und fungierte als Hārūns Bevollmächtigter.

### Die Konfrontation mit dem Kalifen al-Hādī
Al-Mahdī' hatte schon 776 seinen älteren Sohn Mūsā al-Hādī als Thronfolger eingesetzt und 782 verfügt, dass Hārūn ar-Raschīd ihm auf den Thron folgen sollte. Kurz vor seinem Tode gab es Gerüchte, dass er die Thronfolgeregelung zugunsten Hārūn abändern wollte, womit Mūsā allerdings nicht einverstanden war. Als al-Mahdī im August 785 bei einem Jagdunfall am Fuße des Zagros-Gebirges starb, waren Hārūn und Yahyā bei ihm, während sich Mūsā hunderte Meilen entfernt in Gurgan befand. Die Machtübergabe erfolgte aber friedlich. Yahyā gab seinem Schützling Hārūn den Rat, freiwillig zurückzutreten und seinem Bruder zu huldigen, worauf Mūsā unter dem Namen al-Hādī als Kalif anerkannt wurde. Der Kalif bestätigte Yahyā zunächst in seinem Amt als Tutor und Berater Hārūns sowie als Verwalter der westlichen Reichshälfte im Namen Hārūns.
Al-Mahdī hatte Hārūn ar-Raschīd als Nachfolger von al-Hādī designiert. Der neue Kalif wollte jedoch seinem eigenen Sohne Dschaʿfar die Thronfolge sichern und befahl, diesem als künftigem Nachfolger den Treueid zu leisten. Yazīd asch-Schaibānī, ʿAbd Al-Malik ibn Mālik, ʿAlī ibn ʿĪsā und einige andere Große des Reiches erkannten Dschaʿfar als Nachfolger an. Yahyā dagegen, der sich mit al-Chaizurān für Hārūn einsetzte, weigerte sich und lehnte es auch ab, 20.000 Dinar, die ihm al-Hādī für seinen Treueid anbot, anzunehmen. Er verwies darauf, dass Dschaʿfar noch zu jung für die Herrschaft sei und der Wille al-Mahdīs respektiert werden müsste.
Hārūn selbst war in dieser Situation bereit, auf die Thronfolge zu verzichten, doch riet ihm Yahyā dies nicht zu tun. Nach at-Tabarī wurden dem Kalifen Gerüchte zugetragen, dass er und sein Bruder eigentlich keine Differenzen hätten, sondern es allein Yahyā ibn Chālid sei, der einen schlechten Einfluss auf seinen Bruder ausübe. Diese Gerüchte brachten Mūsā al-Hādī gegen Yahyā ibn Chālid auf. Er drohte Yahyā mit Tötung und bezichtigte ihn des Unglaubens. Nachdem ihm Yahyā seine Loyalität zugesichert hatte, machte al-Hādī ihn kurzzeitig zu seinem Zechgenossen. Den Plänen des Kalifen, seinen Bruder Hārūn der Thronfolge zu berauben, verweigerte Yahyā jedoch seine Zustimmung. Der Kalif setzte ihn daraufhin unter Druck und drohte ihm mit dem Tod. Auch al-Chaizurān drängte Yahyā, in die Pläne al-Hādīs einzuwilligen, weil sie fürchtete, dass al-Hādī Hārūn umbringen könnte. Yahyā beharrte jedoch auf seiner Position, blieb bei Hārūn und wohnte bei ihm im Chuld-Palast in Baghdad. Als al-Hādī 786 erkrankte, fassten diejenigen, die al-Hādīs Sohn Dschaʿfar den Treueid geleistet hatten, den Plan, Yahya zu ermorden, gaben diesen Plan jedoch wieder auf, weil sie fürchteten, dass sie al-Hādī im Falle seiner Genesung bestrafen würde. Nach einem Bericht, den al-Yaʿqūbī zitiert, ließ al-Hādī jedoch Yahyā und Hārūn ar-Raschīd einsperren, und die beiden blieben in Haft, bis al-Hādī starb.
Als Mūsā al-Hādī in der Nacht zum 25. September 786 im Sterben lag, starb, sandte al-Chaizurān eine Nachricht an Yahyā, informierte ihn über al-Hādīs bevorstehenden Tod und forderte ihn auf, zu tun, was notwendig ist. Yahyā ibn Chālid rief daraufhin die Sekretäre in dem Haus seines Sohns Fadl zusammen. Sie verbrachten die ganze Nacht damit, Briefe von ar-Raschīd an die Provinzgouverneure zu schreiben, in denen sie diese über al-Hādīs bevorstehenden Tod informierten und in ihren Ämtern bestätigten. Nach einem anderen Bericht, den at-Tabarī zitiert, war es al-Chaizurān selbst, die ihren Sohn al-Hādī ermorden ließ, wobei sie nach seinem Tod eine Nachricht an Yahyā schickte und ihn aufforderte, zu handeln.

### Als Wesir unter Hārūn ar-Raschīd
Nachdem Hārūn ar-Raschīd im September 786 den Thron bestiegen hatte, ernannte er Yahyā ibn Chālid zum Wesir mit großen Vollmachten in allen Regierungsangelegenheiten. Nach einem Bericht, den al-Dschahschiyārī, at-Tabarī und al-Masʿūdī mit fast identischen Worten überliefern, sagte er bei dieser Gelegenheit Yahyā ibn Chālid:

„O Vater, du hast mich durch dein segenvolles Urteil und deine gute Planung dahin geführt, diesen Platz einzunehmen. Ich übergebe dir hiermit die Regierung der Untertanen und übertrage Dir diese Bürde, indem ich sie von meinen Schultern nehme. Entscheide, wie du es für richtig hältst. Ernenne zu Gouverneuren, wen du möchtest, und entlasse, wen du möchtest. Nimm in die Pflicht, wen du möchtest, und bring zu Fall, wen du möchtest.“

#### Machtbefugnisse
Nach al-Dschahschiyārī war Yahyā der erste Wesir, der mit Befehlsgewalt ausgestattet wurde. Allerdings führte zunächst die Kalifenmutter al-Chaizurān die Oberaufsicht über die Regierung. Und Yahyā pflegte ihr die Angelegenheiten vorzulegen und ihren Rat einzuholen. Erst nach al-Chaizurāns Tod war Yahyā der eigentliche Staatschef, wobei er die Macht zeitweise mit seinen Söhnen Fadl und Dschaʿfar teilte. Allerdings sind die Angaben zu dem Zeitpunkt, an dem Yahyā vom Kalifen unbeschränkte Machtbefugnisse erhielt, widersprüchlich. Nach at-Tabarī geschah dies erst im Jahre 794, nachdem Yahyā einen Aufstand in Ifrīqiya durch Verhandlungen erfolgreich beendet hatte.
Für die Verrichtung seiner Amtsgeschäfte hatte Yahyā eine Anzahl von eigenen Sekretären. Zu den bekanntesten von ihnen gehörten Yūsuf ibn al-Qāsim as-Subaihī und Muhammad ibn Laith al-Chatīb. Die Sekretäre, die die Korrespondenz der für die Grundsteuer (ḫarāǧ) zuständigen Behörde führten, versahen ihre Briefe mit dem Namen Yahyā ibn Chālids, während es vorher üblich gewesen war, den Kalifen zu nennen.
Beim Kalifen hatte Yahyā eine so hohe Stellung, dass er seinen Raum betreten konnte, ohne um Erlaubnis zu fragen. Wenn er den Raum betrat, mussten die Sklaven des Kalifen aufstehen.
Uneinigkeit besteht über die Frage, ob der Kalif bei seiner Inthronisation Yahyā auch seinen Siegelring übergab. Während at-Tabarī dies behauptet, schreibt al-Dschahschiyārī, dass alle Behörden Yahyā unterstellten wurden, außer dem Dīwān des Siegelsrings, der für die Korrespondenz zuständig war. Auch at-Tabarī berichtet allerdings, dass der Siegelring nach Hārūns Inthronisation anderen Personen übergeben wurde, so Mitte 787 dem Abū l-ʿAbbās al-Fadl ibn Sulaimān at-Tūsī. Da dieser jedoch bei der Versiegelung der Briefe Schwierigkeiten machte und es zu Verzögerungen bei der Korrespondenz kam, beschwerte sich Yahyā ibn Chālid beim Kalifen, der ihm daraufhin erlaubte, die Korrespondenz mit den Gouverneuren selbst zu führen. Als at-Tūsī kurz danach starb, kehrte der Siegelring wieder zu Yahyā ibn Chālid zurück, so dass dieser nun die beiden Wesir-Funktionen – Steuerbehörde und Kanzlei – wieder vereinte. Der Siegelring des Kalifen war auch einige Zeit bei Dschaʿfar, wurde allerdings im Jahre 796/97 erneut dem Vater Yahyā übergeben.

#### Regierungsstil
Nach al-Dschahschiyārī hielt Yahyā täglich mit seinen beiden Söhnen Fadl und Dschaʿfar bis zum Mittag öffentliche Sitzungen ab und empfing die Menschen, um sich mit ihren Angelegenheiten und Anfragen zu befassen, ohne jemanden abzuweisen und ohne Abschirmung. Yahyā ibn Chālid nahm auch die Beschwerden über Amtsmissbrauch entgegen.
Allgemein ist Yahyā ibn Chālid für seine Milde (ḥilm) und Verhandlungsbereitschaft bekannt. Als al-Chaizurān diejenigen Männer, die al-Hādīs Sohn Dschaʿfar den Treueid geleistet hatten und ar-Raschīd von der Thronfolge hatten ausschließen wollte, töten lassen wollte, überredete er sie, dass man ihnen eine Chance geben sollte, indem man sie zum Kämpfen an die Front schickte. Al-Chaizurān war damit einverstanden und ließ ihn diese Maßnahme umsetzen. Als im Jahre 794 ein Aufstand in Ifrīqiya ausbrach, beendete Yahyā diesen erfolgreich durch Verhandlungen.
Wenn Yahyā etwas vom Kalifen hörte, was er missbilligte, widersprach er ihm nicht direkt, sondern führte ihm Gleichnisse an und erzählte ihm von Herrschern und Kalifen Dinge, die ihn dazu veranlassen sollten, Abstand davon zu nehmen, was er missbilligte. Nicht immer konnte Yahyā seinen Willen beim Kalifen durchsetzen. So ernannte zum Beispiel im Jahre 796 ar-Raschīd gegen den Willen seines Wesirs ʿAlī ibn ʿĪsā ibn Māhān zum Gouverneur von Chorasan.
In den arabischen Quellen finden sich zahlreiche Berichte und Gedichte über Yahyās Freigebigkeit. Nach al-Dschahschiyārī saßen ständig Bedürftige vor seiner Tür auf einer Bank, um die er sich dann kümmerte. Seinen Söhnen soll Yahyā geraten haben: „Wenn die weltlichen Güter reichlich sind, gebt sie aus, denn sie bleiben nicht. Und wenn sie knapp sind, gebt sie ebenfalls aus, denn sie bleiben nicht.“ Wohltätigkeit betrachtete Yahyā allerdings als etwas, das allein der Güte des Herrschers entspringt. Ein Ausspruch, der von ihm überliefert wird, lautet: „Wie erstaunlich ist es, dass der Herrscher Gutes tut! Denn selbst er wenn er in gröbster Weise übel handelte, würde er jemanden finden, der ihn rechtfertigen und bezeugen würde, dass er Gutes tut.“ Nach einer Anekdote, die Ibn Qutaiba anführt, wurde Yahyā ibn Chālid gefragt, warum er seine Diener nicht züchtigt und schlägt. Darauf soll er geantwortet haben: „Sie sind die Vertrauenspersonen für uns selbst. Wenn wir ihnen Furcht einflößen, wie sollen wir vor ihnen sicher sein?“

#### Die politische Rolle seiner Söhne
Mit Yahyā erhielt gleichzeitig auch seine Familie große Macht. Seine beiden Söhne Fadl und Dschaʿfar vertraten ihn zeitweise als Wesire, die anderen beiden Söhne Mūsā und Muhammad waren zwar niemals Wesire, führten aber den Titel eine Emirs und verfügten über großen Einfluss am Hof von Bagdad. Yahyās Bruder Muhammad war bis 795 Kammerherr des Kalifen. Seinen Söhnen soll Yahyā den Rat gegeben haben, dass sie Sekretäre (kuttāb), Agenten (ʿummāl) und Helfer (aʿwān) haben müssten, und zwar nicht aus dem niederen Volk, sondern von den Vornehmen (ašrāf).
Mit dem Kalifen Hārūn ar-Raschīd ergaben sich allerdings daraus Differenzen, dass dieser Yahyās Sohn Dschaʿfar zuneigte, während Yahyā selbst seinen Sohn Fadl präferierte. So soll der Kalif häufig zu Yahyā gesagt haben: „Du bist für Fadl, ich bin für Dschaʿfar“. Nach at-Tabarī missfiel Yahyā, dass Dschaʿfar immer mehr zum Zechgenossen des Kalifen wurde. Er verbot ihm die Zechgenossenschaft mit ar-Raschīd und forderte ihn auf, den vertrauten Umgang mit ihm aufzugeben. Dschaʿfar ignorierte jedoch die Aufforderung seines Vaters und leistete dem Kalif bei allem Gesellschaft, zu dem ihn dieser einlud. Als Yahyā sich nicht mehr zu helfen wusste, schrieb er Dschaʿfar, dass er ihn jetzt nur noch seinem eigenen Schicksal überlasse könne, und warnte ihn, dass er sich von dem Sturz, der ihm bevorstehe, nicht mehr erholen werde. Außerdem teilte Yahyā dem Kalifen mit, dass er seine intime Freundschaft mit Dschaʿfar missbilligte, und bat ihn, sich jemanden anders zum Freund zu nehmen und Dschaʿfar nur noch mit Verwaltungsaufgaben zu betrauen. Harūn ar-Raschīd wies diesen Wunsch jedoch zurück, wobei er ihm vorhielt, dass er mit diesem Manöver nur al-Fadl in eine bessere Position bringen wolle.

### Entmachtung, Inhaftierung und Tod
Siebzehn Jahre lang dauerte die Herrschaft Yahyā's; dann fiel die Barmakiden-Familie insgesamt beim Kalifen in Ungnade. Nach dem Bericht des Muʿtaziliten Thumāma ibn Aschras begann die Entfremdung zwischen dem Kalifen und seinem Wesir damit, dass Yahyās Sekretär Muhammad ibn Laith einen Brief an Hārūn ar-Raschīd richtete, in dem er ihm vorwarf, Aufgaben, die ihm eigentlich selbst oblägen, seinem Wesir Yahyā ibn Chālid übertragen zu haben, und ihn warnte, dass Gott ihn dereinst dafür zur Verantwortung ziehen werde. Nach dem Bericht des christlichen Arztes Buchtīschūʿ ibn Dschibrīl machte sich der Bruch zum ersten Mal dadurch bemerkbar, dass der Kalif nicht mehr duldete, dass Yahyā seinen Raum ohne Erlaubnis betrat. Außerdem wurde den Sklaven der Befehl gegeben, nicht mehr für ihn aufzustehen. Buchtīschūʿs Sohn Dschibrā'īl ibn Buchtīschūʿ berichtet, dass er bei einem Krankenbesuch mitbekam, wie sich Hārūn darüber beschwerte, dass Yahyā die Regierungsangelegenheiten eigenmächtig entschied, gegen seinen Willen handelte und nicht auf seine Meinung hörte.
Nach einer Erzählung bei al-Masʿūdī kam zu dieser Zeit ein Onkel des Kalifen zu Yahyā und teilte ihm mit, dass der Kalif die Absicht habe, seine Güter zusammenzuziehen, um seine zahlreichen Kinder mit Grundbesitz auszustatten, und ihn und seine Leute als zu reich betrachtete. Er schlug Yahyā vor, Grundbesitz und Vermögen seiner Leute zu erfassen und den Kindern des Kalifen zu übergeben, um die Gunst des Kalifen zurückzuerlangen. Yahyā soll diesen Vorschlag jedoch damit zurückgewiesen haben, dass er lieber seinen eigenen Wohlstand verliere als ihn denjenigen Leuten zu nehmen, die er reich gemacht habe.
In der Nacht zum 29. Januar 803 ließ der Kalif Yahyās Sohn Dschaʿfar ohne jedes gerichtliche Verfahren plötzlich enthaupten. In der gleichen Nacht schickte er Leute, die Yahyā, seine übrigen Söhne, seine Mawālī und sonstigen Bediensteten festnahmen. Yahyā wurde zunächst in seinem eigenen Haus inhaftiert. Später wurde er freigelassen, dann aber erneut mit seinen beiden Söhnen al-Fadl und Muhammad in Dair al-Qā'im und seinen und ihren Sklaven an den Ufern des Euphrat interniert. Dort wurden sie relativ gut behandelt. Später brachte der Kalif Yahyās Söhne nach Raqqa und erlaubte Yahyā selbst, seinen Aufenthaltsort frei zu wählen, doch zog dieser vor, bei seinen Söhnen zu bleiben. Später wurde Yahyā in Rāfiqa bei ar-Raqqa gefangengesetzt. Gnadengesuche, die er an Hārūn ar-Raschīd richtete und in denen er ihm seine Rolle als sein Erzieher in Erinnerung rief, blieben erfolglos. Nach einer Erzählung, die al-Dschahschiyārī anführt, ließ der Kalif Yahyā an einem Tag aus dem Gefängnis holen und zählte ihm 14 Punkte auf, die ihn zu seiner Entmachtung veranlassten. Zu den Punkten, die er ihm vorwarf, gehörten die Unterstützung der Aliden Yahyā ibn ʿAbdallāh und Ahmad ibn ʿĪsā sowie ein Vorfall, bei dem Yahyā dem Kalifen, der Gelder für seine Familie benötigte, diese vorenthalten hatte, um sie hernach selbst unter seinen Anhängern zu verteilen. Eine Anekdote, die Ibn Qutaiba anführt, erzählt davon, wie Yahyās indischer Arzt Mankah al-Hindī ihn im Gefängnis besuchte.
Yahyā ibn Chālid starb am 3. Muharram 190 (29. November 805) in Gefangenschaft. Er wurde 70 oder 64 Jahre alt. Er starb eines natürlichen Todes und ohne dass seinem Tod eine Krankheit vorausging. Das Totengebet sprach sein Sohn al-Fadl. Er wurde in ar-Rāfiqa bei ar-Raqqa am Ufer des Euphrat begraben. Über seinem Grab wurde ein hoher Bau errichtet.

## Förderung von Wissenschaft und Literatur

### Indienkunde
Yahyā interessierte sich sehr für die Kultur, Heilkunst und Religionen Indiens. Während seines Wesirats schickte er einen Gesandten nach Indien, der sich für ihn speziell nach dort wachsenden Heilpflanzen und Drogen (ʿaqāqīr) umsah und eine Aufzeichnung über die Volksgruppen Indiens und ihre Religionen (milal al-Hind wa-adyānuhā) erstellte. Ibn an-Nadīm hat aus dem Bericht dieses Gesandten einige größere Abschnitte in seinen Fihrist übernommen. Sie stammen von einer Abschrift des Berichts, die al-Kindī Mitte des 9. Jahrhunderts erstellt hatte. Der Bericht war wahrscheinlich die wichtigste den Muslimen zugängliche Quelle über indische Religionen vor al-Bīrūnī.

### Medizin
Yahyā förderte auch die Medizin. So holte er nach einem Bericht, den al-Dschāhiz zitiert, mehrere indische Ärzte nach Bagdad, darunter Mankah, Bāzaikar, Qilbiraql und Sindbādh. Der wichtigste von ihnen scheint Mankah al-Hindī gewesen zu sein, der an dem Bīmāristān der Barmakiden arbeitete. Yahya beauftragte ihn damit, das auf Sanskrit verfasste medizinische Handbuch Sushrutas ins Arabische zu übersetzen. Außerdem übertrug er für Yahyā das sogenannte Giftbuch (Kitāb as-Sumūm) des Chanakya ins Persische. Mankah selbst verband seine Heilkunst mit Astrologie. Auch die berühmte Ärztefamilie Buchtīschūʿ aus Gundischapur verdankte Yahyā ibn Chālid ihren Aufstieg. Wie Barhebräus berichtet, beschwerte sich Hārūn ar-Raschīd, als er 787/88 unter Migräneanfällen litt, bei Yahyā über die mangelnde Befähigung seiner Ärzte und beauftragte ihn, eine fähigen Arzt zu suchen. Yahyā berichtete ihm von Buchtīschūʿ ibn Dschiyūrdschis, woraufhin der Kalif diesen aus Gundischapur kommen ließ. Da der Kalif mit seinen Diensten zufrieden war, ernannt er ihn zum obersten Arzt (raʾīs al-aṭibbāʾ) des Reiches. Buchtīschūʿs Sohn Dschibrā'īl ibn Buchtīschūʿ heilte später Yahyās Sohn Dschaʿfar von einer schweren Krankheit.

### Astronomie, Astrologie und okkulte Wissenschaften
Nach Ibn an-Nadīm war Yahyā ibn Chālid auch der erste, der sich um eine arabische Übersetzung des Almagest bemühte. Mit der ersten Übersetzung, die eine Gruppe von Gelehrten für ihn anfertigte, war er nicht zufrieden, weil sie fehlerhaft war. Dann beauftragte er Abū Hassān und Salm, den Direktor des Bait al-hikma, mit einer zweiten Übersetzung. Nach al-Bīrūnī wurde Yahyā auch von den persischen Dehqanen gebeten, den persischen Kalender zu berichtigen, nachdem dieser durch Aufgabe der Interkalation durcheinandergeraten war. Sie baten ihn, das Naurūz-Fest und damit den Jahresbeginn um zwei Monate zu verschieben. Yahyā fasste den Entschluss, dies zu tun. Als jedoch seine Feinde darüber zu reden begannen und ihm vorwarfen, er ergreife Partei für die Religion der Madschūs, nahm er von dem Plan wieder Abstand.
Der Astrologe Abū ʿAlī al-Chaiyāt widmete Yahyā ibn Chālid eines seiner Bücher. Yahyā wird auch ein eigenes Werk zur Astrologie mit dem Titel Kitāb at-Taǧārib („Buch der Erprobungen“) zugeschrieben.
Ismāʿīl ibn Sabīh, ein indirekter Nachfolger Yahyās in seinem Amt als Sekretär Hārūn ar-Raschīds, wird mit der Aussage zitiert, dass Yahyā alle andern Menschen mit seinem Wissen über die Sterne übertreffe und auch den Sturz seiner Familie nach dem Muharram des Jahres 186 (= Januar 802) vorausgesagt habe. Andere dagegen verhöhnten ihn, dass er dieses Ereignis trotz seiner Sternenkunde eben nicht vorausgesehen habe. So heißt es in einem nach der Hinrichtung Dschaʿfars abgefassten Gedicht, in dem e auch auf die Rolle der Barmakiden als frühere Vorsteher des Klosters von Naubahār angespielt wird:
أوحش النوبهار من بعد جعفر

ولقد كان بالبرامك يعمر

قل ليحيى أين الكهانة والسحر

 وأين النجوم عن قتل جعفر

أنسيت المقدار أم زاغت الشمس

عن الوقت حين قمت تقدر
auḥaša n-Naubahāru min baʿdi Ǧaʿfar

wa-laqad kāna bi-l-Barāmiki yaʿmur

qul li-Yaḥyā aina l-kihāna wa-s-siḥru

wa-aina n-nuǧūmu ʿan qatli Ǧaʿfar

a-nasīta l-miqdāra am zāġati š-šamsu

ʿani l-waqti ḥīna qumta tuqaddir
Nach (dem Tod von) Dschaʿfar liegt Naubahār einsam da,

wo es doch früher durch die Barmakiden florierte.

Sag zu Yahyā: „Wo ist die Wahrsagekunst und Magie,

wo sind die (Weissagungen der) Sterne hinsichtlich Dschaʿfars Hinrichtung?

Hast du den Grad vergessen oder ist die Sonne von der Zeit

abgewichen, als du mit dem Horoskop begonnen hast?“
Möglicherweise befasste sich Yahyā ibn Chālid noch mit anderen okkulten Wissenschaften. Ibn an-Nadīm führt ihn in einer Liste von Philosophen auf, die sich mit Alchimie befassten.

### Musik und Literatur
Yahyā scheint dem Gesang große Bedeutung zugemessen zu haben. Al-Masʿūdī zitiert ihn mit den Worten: „Der Gesang ist es, der dich in Entzücken versetzt und tanzen lässt, der dich zum Weinen bringt und traurig macht. Alles andere ist Unglück und Kümmernis.“ Bekannt war Yahyās Sängersklavin Danānīr, die er in Medina gekauft und freigelassen hatte und regelmäßig mit Geschenken überhäufte. Abū l-Faradsch al-Isfahānī, der ihr in seinem Kitāb al-Aġānī ein eigenes Kapitel gewidmet hat, berichtet, dass sie eine blonde Muwallada von großer Schönheit und Eleganz war, sich in vollkommenster Weise auf Adab verstand und alle anderen in ihrer Kenntnis von Gesang und Dichtung übertraf. Der Kalif Hārūn ar-Raschīd soll wegen seiner leidenschaftlichen Liebe zu ihr häufig Yahyā ibn Chālid besucht, sich bei ihr aufgehalten und sie reichlich beschenkt haben, so dass seine Gemahlin Zubaida bint Dschaʿfar sich bei seinen Onkeln über ihn beschwerte und sie ihn deswegen tadelten. Auch Musiker wie Ibrāhīm al-Mausilī und Muchāriq und Dichter wie Aschdschaʿ und al-ʿAttābī wurden von Yahyā finanziell unterstützt.
Yahyā setzte den Dichter Abān al-Lāhiqī (gest. 815) als Schiedsrichter über die Dichter ein. Er hatte die Aufgabe, ihre Gedichte zu prüfen und unter ihnen bezüglich ihrer Stipendien (ǧawāʾiz) eine Rangfolge festzusetzen. Darüber hinaus war Yahyā auch selbst dichterisch tätig. Sein Sekretär Muhammad ibn Laith al-Chatīb verfasste für ihn ein Adab-Buch.
Schon während des Kalifats von al-Mahdī, im Jahre 781/82, ließ Yahyā von ʿAbdallāh ibn Hilāl al-Ahwāzī eine Übersetzung von Kalīla wa-Dimna aus dem Mittelpersischen erstellen. Um das Werk besser memorieren zu können, beauftragte er außerdem Abān al-Lāhiqī, eine gedichtete Version des Werks herzustellen. Abān arbeitete an dem Werk drei Monate. Als es fertig war, umfasste es 14.000 Verse. Yahyā entlohnte den Dichter dafür mit 10.000 Dirham.

### Rechtsgelehrsamkeit und Historiographie
Nach Ibn Challikān setzte Yahyā ibn Chālid dem Rechtsgelehrten Sufyān ath-Thaurī eine monatliche Pension von 1000 Dirham aus. Nach einer anderen Überlieferung war der Begünstigte Sufyān ibn ʿUyaina (gest. 811). Unter den Gelehrten, die Yahyā finanziell unterstützte, war nach Ibn Challikān auch der arabische Historiograph al-Wāqidī.

### Yahyā ibn Chālid als Initiator der gräko-arabischen Übersetzungsbewegung
Nach einer Erzählung mit legendenhaften Zügen, die auf den malikitischen Traditionsgelehrten Ibn Abī Zaid al-Qairawānī zurückgeht und von dem schafiitischen Gelehrten Nasr ibn Ibrāhīm al-Maqdisī (gest. 1096) zitiert wird, hat Yahyā ibn Chālid nicht nur einzelne griechische Werke ins Arabische übersetzen lassen, sondern war überhaupt der Initiator der gräko-arabischen Übersetzungsbewegung. Ausgangspunkt dafür soll gewesen sein, dass Yahyā ibn Chālid zur Zeit, als er die Führung des abbasidischen Reiches übernommen hatte, zu Ohren kam, dass es im Byzantinischen Reich ein steinernes Gebäude gab, in dem der Kaiser die philosophischen Schriften der alten Griechen unter Verschluss hielt, um zu verhindern, dass die Menschen in seinem Reich vom christlichen Glauben abfallen oder sich in verschiedene Gruppen aufspalten könnten. Yahyā ibn Chālid sandte infolgedessen mehrere Delegationen zum byzantinischen Kaiser mit reichlichen Geschenken, um ihm zu schmeicheln. Der Kaiser ließ daraufhin bei Yahyā anfragen, welche Gegenleistung er erbringen könne. Yahyā bat in seiner Antwort um Zusendung der Schriften, die in dem Gebäude lagen, um sie kopieren zu lassen, und versprach, sie danach wieder zurücksenden. Als der byzantinische Kaiser dies erfuhr, war er höchst erfreut, versammelte seine Bischöfe, Patriarchen und Mönche und schlug ihnen vor, Yahyā die Bücher zu schicken und ganz zu überlassen, um so die Gefahr, die von ihnen für die christliche Religion ausging, zu bannen. Nachdem die Versammlung ihre Zustimmung gegeben hatte, führte er den Plan aus und übersandte Yahyā ibn Chālid die Bücher. Als diese bei ihm ankamen, versammelte Yahyā alle Philosophen und Freigeister (zanādiqa) um sich und ließ sie die Bücher einsehen. Dies war nach Ibn Abī Zaid al-Qairawānī der Grund für die Übersetzung dieser Bücher ins Arabische und ihre Verbreitung unter den Muslimen.

## Sein Verhältnis zu den verschiedenen religiösen Lehren

### Sein Verhältnis zum Islam
Die Barmakiden galten allgemein als nur laue Muslime, die dem zuneigten, was man Zandaqa („Ketzerei, Freigeisterei“) nannte. Auch Yahyā ibn Chālid selbst galt traditionalistischen Muslimen als Freigeist (zindīq). Allerdings hat sich Yahyā ibn Chālid, wenn man den Aussagen al-Dschahschiyārīs Glauben schenken kann, nach außen ganz klar als Muslim präsentiert. Nach seiner Ernennung zum Wesir ließ er den Bewohnern von Mekka und Medina Weizenlieferungen aus Ägypten zukommen. Auch gewährte er den Nachkommen der Muhādschirūn und der Ansār sowie den Religionsgelehrten Unterhaltungszahlungen. Außerdem richtete er Koranschulen (katātīb) für die Waisen ein. Seine Briefe versah er mit der Formel: „Ich bitte Ihn (sc. Gott), dass er Muhammad, seinen Knecht und Gesandten, segnet.“ Über diese Formel verfasste er auch eine eigene Schrift, in der er die Propheten pries.
Im Jahre 797/98 begleitete er den Kalifen ar-Raschīd auf der Haddsch-Wallfahrt. Als der Kalif schon die Rückreise angetreten hatte, ließ er sich von seinem Amt beurlauben, übergab dem Kalifen den Siegelring und kehrte mit dessen Erlaubnis nach Mekka zurück. Im Jahre 801 ließ sich Yahyā vom Kalifen die Erlaubnis dafür geben, die ʿUmra zu vollziehen und erneut eine Zeit in der Heiligen Stadt zu verbringen. Er brach im Schaʿbān auf, vollzog die ʿUmra im Ramadan, verbrachte die Zeit anschließend mit frommen Übungen (ribāṭ) in Dschidda, bis die Zeit des Haddsch gekommen war und er diesen durchführen konnte.

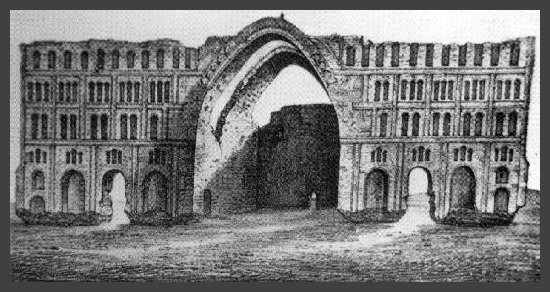
Der Bogen des Chosrau, für dessen Erhalt Yahyā sich einsetzte, in einer Darstellung von 1824

Yahyā ibn Chālid stand immer unter dem Verdacht, dem Zoroastrismus zuzuneigen. Als zum Beispiel Hārūn ar-Raschīd den Befehl gab, den Bogen des Chosrau niederzureißen, und Yahyā ihn davon abhielt, äußerte der Kalif die Vermutung, dass dies gewiss nur an seiner Sympathie für die Madschūs liege. Und als die persischen Dehqane Yahyā baten, ihren Kalender zu berichtigen, kam er diesem Wunsch nicht nach, um seinen Feinden, die ihn der Sympathie für den Zoroastrismus bezichtigten, keine Gesprächsstoff zu geben.
Möglicherweise hat Yahyā die religiösen Praktiken des Islams nicht nur zum Schein, sondern aus persönlicher Überzeugung vollzogen. Nach einer Anekdote, die Ibn Qutaiba unter Berufung auf den Kalifen al-Ma'mun zitiert, vollzog er noch im Gefängnis jeden Morgen rituelle Waschung für das Fadschr-Gebet. Das Wasser, das er dafür brauchte, wärmte ihm sein Sohn al-Fadl vorher auf, entweder auf dem offenen Feuer, oder wenn dies nicht möglich war, an einer Lampe.

### Ausrichtung von Kalām-Diskussionen
Yahyā ibn Chālid war ein bedeutender Förderer von Kalām-Diskussionen. Al-Yaʿqūbī (gest. nach 905) berichtet, dass er Kalām und Erörterung (naẓar) liebte, in seinen Tagen die Mutakallimūn zahlreich wurden und diese miteinander disputierten und Bücher abfassten. Nach einem Bericht, den Ibn Bābawaih (gest. 991) zitiert, pflegte Yahyā ibn Chālid sonntags eine Gesprächsrunde (maǧlis) bei sich auszurichten, an der Mutakallimūn von jeder Sekte (firqa) und Religionsgemeinschaft (milla) teilnahmen, die dann miteinander über ihre Religionen disputierten und Argumente gegeneinander vorbrachten.
Diese Gesprächsrunde wird auch von al-Masʿūdī erwähnt. Nach seinem Bericht nahmen an dieser Runde viele islamische Mutakallimūn teil, darunter Muʿtaziliten wie Abū l-Hudhail, an-Nazzām und Bischr ibn al-Muʿtamir, Imamiten wie Hischām ibn al-Hakam sowie Vertreter anderer Weltanschauungen und Glaubensrichtungen, darunter der Mobed der Zoroastrier. Zu dem, was üblicherweise in der Yahyās Kalām-Gesprächsrunde diskutiert wurden, gehörten nach dem Bericht al-Masʿūdīs solche Begriffe wie das Verborgensein (kumūn) und Hervortreten (ẓuhūr) der Dinge, die Präexistenz (qidam) und das Hervorgebrachtwerden (ḥudūṯ), Negation (nafy) und Affirmation (iṯbāt), Bewegung (ḥaraka) und Ruhe (sukūn), Verbindung (mumāssa) und Trennung (mubāyana), das Existierende (al-mauǧūd) und das Nicht-Existierende (al-maʿdūm), Körper (aǧsām) und Akzidentien (aʿrāḍ), Glaubwürdig-Erklärung (taʿdīl) und Unglaubwürdig-Erklärung (taǧrīḥ), Negation und Affirmation der Attribute, das Handlungsvermögen (itiṭāʿa) und die Handlungen (afʿāl), Substanz (ǧauhar), Quantität (kamīya), Qualität (kaifīya), Relation (al-muḍāf), Werden (kaun) und Zerfall (fasād) sowie die Frage, ob das Imamat durch Designation (naṣṣ) oder Wahl (iḫtiyār) zustande kommt.
Die Diskussionsrunde in Yahyās Haus wird des Weiteren in Ibn Abī Zaid al-Qairawānīs Erzählung über den Beginn der gräko-arabischen Übersetzungsbewegung erwähnt. Yahyā soll sie eingerichtet haben, kurz nachdem die Bücher der griechischen Philosophen bei ihm eingetroffen waren. Jeder Religionsangehörige, so erzählt Ibn Abī Zaid al-Qairawānī mit Abscheu, habe in dem Kreis über seine eigene Religion gesprochen und für sie gestritten, ohne etwas für sich befürchten zu müssen.

### Beteiligung an der Verfolgung von Ketzern und Aliden
Während Yahyā ibn Chālid aufgrund der Berichte über Kalām-Diskussionen, die er in seinem Haus ausrichtete, als ein Förderer interkonfessioneller und interreligiöser Toleranz gelten kann, gibt es andere Berichte, nach denen er an der Verfolgung von Ketzern beteiligt war. So schreibt Ibn al-Abbār (gest. 1258), dass Hārūn ar-Raschīd einmal Yahyā nach Harran schickte, damit er die Ketzer (zanādiqa), die sich dort befanden, tötete. Als Yahyās Sekretär Muhammad ibn Laith in einem Brief an Hārūn ar-Raschīd Stimmung gegen Yahyā ibn Chālid machte, rächte sich der Wesir damit, dass er vor dem Kalifen das Bekenntnis seines Sekretärs zum Islam in Zweifel zog, woraufhin dieser für unbestimmte Zeit im Matbaq-Gefängnis inhaftiert wurde. Yahyā ibn Chālid verunglimpfte auch den imamitschen Kalām-Gelehrten Hischām ibn al-Hakam beim Kalifen, so dass dieser ihn vergeblich zu verhaften versuchte.
Nach Berichten, die Abū l-Faradsch al-Isfahānī anführt, war Yahyā ibn Chālid während seines Wesirats außerdem an der Verfolgung von Aliden beteiligt. So soll er bei der Ermordung des Hasaniden Idrīs I. im Jahre 791 seine Hand im Spiel gehabt haben. Nach einem Bericht, den Abū l-Faradsch zitiert, entsandte Yahyā den zaiditischen Mutakallim Sulaimān ibn Dscharīr al-Dschazarī in den Maghreb, um diesen Herrscher zu ermorden.
Nach einem anderen Bericht ist auch die Inhaftierung des siebten Imams Mūsā al-Kāzim durch Hārūn ar-Raschīd im Jahre 795 auf eine Intrige von Yahyā ibn Chālid zurückzuführen. Demnach war der Hintergrund für dieses Vorgehen, dass Yahyā ibn Chālid in einem rivalitären Verhältnis zu dem Imamiten Dschaʿfar ibn Muhammad stand, der durch militärische Leistungen die Gunst des Kalifen erlangt und die Erziehung des abbasiden Prinzen Muhammad, des späteren Kalifen al-Amīn übernommen hatte. Da Yahyā ibn Chālid für den Fall der Herrschaftsübernahme durch al-Amīn eine Entmachtung der Barmakiden durch Dschaʿfar fürchtete, bemühte er sich darum, die geheimen finanziellen Netzwerke der Imamiten aufzudecken und sie insgesamt beim Kalifen zu verunglimpfen. Der Kalif nahm daraufhin den Imam bei seiner Wallfahrt im Jahre 795 gefangen. Später soll Yahyā dafür gesorgt haben, dass Mūsa al-Kāzim durch den Polizeichef von Bagdad getötet wurde.

## Aphorismen
Von Yahyā ibn Chālid werden auch viele Aphorismen überliefert. Einige davon, so meint Tayeb el-Hibri, „entspringen einem langen und tiefen Prozess des Nachdenkens über die Welt“. So lautet ein Ausspruch, den der Philologe al-Asmaʿī von Yahyā überlieferte: „Die Welt ist eine Folge von Wechselgeschicken, Reichtum ist nur geliehen. Wir haben ein Vorbild an denjenigen, die vor uns waren, und an denjenigen, die nach uns kommen, eine Mahnung“ (ad-dunyā duwal, al-māl ʿāriya, wa-lanā bi-man qablanā uswa wa-bi-man baʿdanā ʿibra). Ein anderer Ausspruch, den Ibn Qutaiba von ihm überliefert, lautet: „Das Beste von dem, was die Menschen hören, schreiben sie auf. Das Beste von dem, was sie aufschreiben, memorieren sie. Und über das Beste von dem, was sie memorieren, sprechen sie.“ In späteren Werken sind die drei Sätze als Aufforderung von ihm an seine Söhne formuliert.
Manche Aussprüche betreffen auch Verhaltensregeln. So soll er gesagt haben: „Eine Beileidsbekundung nach drei Tagen ist eine Erneuerung des Leids, und eine Beglückwünschung nach drei Tagen ist eine Missachtung der Freundschaft.“ Ein anderer von Yahyā überlieferter Ausspruch lautet: „Drei Dinge geben Aufschluss über den Verstand ihres Verursachers: Das Buch zeigt die intellektuelle Kapazität des Verfassers, der Gesandte diejenige des Senders und das Geschenk diejenige des Schenkenden“.

## Bauliche Hinterlassenschaften
Yahyā ibn Chālid ließ zwei Kanäle graben. Der eine hieß Saihān und befand sich bei Basra.
Der andere wurde al-Qātūl genannt, war ein Seitenkanal des Tigris und befand sich auf dem Gebiet der später erbauten Stadt Samarra.
Für sich selbst erbaute Yahyā in dem Viertel Bāb asch-Schammāsīya den Palast Qasr at-Tīn. Nach Ibn at-Tiqtaqā befand sich dieser Palast am östlichen Tigrisufer auf der gegenüberliegenden Seite des Palastes Chuld, in dem sich Hārūn ar-Raschīd aufhielt, wenn er in Bagdad weilte. In Bagdad gab es auch einen nach Yahyā ibn Chālid benannten Sūq. Er befand sich am östlichen Ufer des Tigris zwischen Rusāfa und dem Herrschaftssitz (dār al-mamlaka) zwischen den Zāhir-Gärten. Yahya hatte ihn von ar-Raschīd als ein Iqtāʿ erhalten. Nach dem Sturz der Barmakiden ging er an Zubaida bint Dschaʿfar. Später übergab ihn al-Ma'mūn als Iqtāʿ an den Tahiriden Tāhir ibn al-Husain. Er wurde bei der Eroberung Bagdads durch die Seldschuken zerstört.